# Lycaena serpentatoides
Lycaena serpentatoides is een vlinder uit de familie Lycaenidae. De wetenschappelijke naam werd gepubliceerd in 1924 door Embrik Strand.